# ハビエル・アスカルゴルタ
ハビエル・アスカルゴルタ (Xabier Azcargorta) こと、フランシスコ・シャビエル・アスカルゴルタ・ウリアルテ（Francisco Xabier Azcargorta Uriarte, 1953年9月29日 - ）は、スペイン・アスペイティア出身のサッカー選手、サッカー指導者。

## 経歴
ギプスコア県アスペイティア生まれ。1969年から2年間レアル・ソシエダの下部組織でプレーした後、1971年にアスレティック・ビルバオの下部組織に移った。1972年にトップチーム登録されたが、負傷の影響でアスレティックでは公式戦に1試合も出場することがなく、1977年に23歳で現役を引退した。
選手を退いてから1年後の1978年にラグン・オナクで指導者となり、主に下部リーグに所属するバスク地方のチームを指揮した。1982年にはセグンダ・ディビシオンBのジムナスティック・タラゴナの監督に、翌年にはプリメーラ・ディビシオンのRCDエスパニョールの監督に就任。ジムナスティックではそのシーズンのセグンダ最年少監督だった。エスパニョールを3シーズン指揮し、その後はレアル・バリャドリード 、セビージャFC、CDテネリフェと、1991年までプリメーラ・ディビシオンのクラブの指揮を執った。ヨハン・クライフとも親交があり、テネリフェ時代にはFCバルセロナBでプレーしていたアルベルト・フェレールをローンで借り受けている。セビージャとテネリフェでは契約満了前に解任された。
1993年にはボリビア代表監督に就任し、ボリビアをアメリカワールドカップ本大会に導いた。ボリビアにとっては44年ぶりのワールドカップ出場であり、過去2大会は予選なしで本大会に出場していたため、南米予選を勝ち抜いたのは史上初のことだった。この際に中核を担ったフリオ・セサル・バルディビエソは、後に横浜マリノスでもアスカルゴルタの指導を受けている。1995年から1996年にはチリ代表を指揮した。
1997年から1998年にはJリーグの横浜マリノスの指揮を執った。第二監督としてアントニオ・デラ・クルス、選手として同じバスク地方出身のフリオ・サリナスやヨン・アンドニ・ゴイコエチェアを呼び寄せ、日本人選手では城彰二や新人（1997年加入）の中村俊輔らをまとめた。本来はチキ・ベギリスタインの獲得も進めていたが、中村俊輔のプレー振りを見て獲得を取りやめた。アスカルゴルタが中村をサイドで起用しようとした理由は守備意識を高めさせるためだったが、中村はアスカルゴルタについて選手の個性を消す監督だったと語っている。1997年前期は5位、後期は3位、1998年前期は4位となったが、1998年8月に柳想鐵の獲得を巡ってフロントと衝突し、またファーストステージ優勝出来なかったことにより解任された。Jリーグでは66試合を指揮して45勝21敗（152得点107失点）の成績を残している。
横浜マリノスを離れてからは長らくチーム監督生活から遠ざかり、レアル・マドリードで中南米のアカデミー長を2年間務めたこともあった。2005年にはメキシコのCDグアダラハラを指揮した。2006年には中国サッカー・スーパーリーグの北京国安足球倶楽部のフットボールディレクターに就任。2008年7月14日には母国スペインのバレンシアCFのスポーツディレクターに就任することが決定したが、最高責任者のビジャロンガが解任されるとアスカルゴルタも解任され、その在任期間はわずか10日間だった。
2012年7月17日には再びボリビア代表監督に就任。グスタボ・キンテロス監督に代わってブラジルワールドカップ・南米予選の残り6試合を指揮した。2014年3月にはクラブ・ボリバルの監督に就任し、2014年のコパ・リベルタドーレスではベスト4となった。優勝したCAサン・ロレンソ・デ・アルマグロに準決勝で敗れたが、サン・ロレンソの選手たちは標高3,637mのエスタディオ・エルナンド・シレスでプレーする際にバイアグラを用いたとされている。

## 指導歴
- 1978年 - 1980年  CDラグン・オナク（スペイン語版）
- 1980年 - 1982年  CDアウレラ・デ・ビトリア（スペイン語版）
- 1982年 - 1983年  ジムナスティック・タラゴナ
- 1983年 - 1986年  RCDエスパニョール
- 1986年 - 1987年  レアル・バリャドリード
- 1987年 - 1988年  セビージャFC
- 1990年  CDテネリフェ
- 1993年 - 1994年  ボリビア代表
- 1995年 - 1996年  チリ代表
- 1997年 - 1998年  横浜マリノス
- 2005年  CDグアダラハラ
- 2012年 - 2014年  ボリビア代表
- 2014年 - 2015年  クラブ・ボリバル
- 2015年 - 2016年  オリエンテ・ペトロレロ
- 2016年 - 2017年  スポーツ・ボーイズ・ワーンズ

## タイトル

### 指導者時代
クラブ・ボリバル
- プリメーラ・ディビシオン:2回（2014-15A・C）

チリ代表
- カナダカップ:1回（1995）